# RKKY-koppeling
De RKKY-koppeling is een wisselwerking tussen gelokaliseerde magnetische momenten in een metaal. Het kan gaan om de magnetische momenten van de atoomkernen, of om de spin van elektronen in de binnensted-schil of f-schil van de atomen. De interactie verloopt door het polariseren van de geleidingselektronen. Afhankelijk van de afstand tussen de atomen kan de interactie tot ferromagnetische of antiferromagnetische ordening leiden. RKKY staat voor: 'Ruderman-Kittel-Kasuya-Yosida'.
De RKKY-interactie was in eerste instantie voorgesteld door M.A. Ruderman en Charles Kittel van de Universiteit van Californië - Berkeley als een manier om de ongebruikelijk brede kernspinresonantie te verklaren die werd waargenomen in natuurlijk metallisch zilver. De theorie gebruikt tweede-orde storingsrekening om een indirecte uitwisselingskoppeling te beschrijven waarbij de spin van een atoomkern wisselwerkt met een geleidingselektron via de hyperfijnstructuur. Dit geleidingselektron wisselwerkt dan met een andere kernspin en veroorzaakt zo een correlatie-energie tussen de twee kernspins. 
De theorie is gebaseerd op Blochgolven, en is daardoor alleen toepasbaar voor kristallijne systemen. De afgeleide uitwisselingsinteractie heeft de vorm
{\displaystyle H(\mathbf {R} _{ij})={\frac {\mathbf {I} _{i}\cdot \mathbf {I} _{j}}{4}}{\frac {\left|\Delta k_{m}k_{m}\right|^{2}m^{*}}{(2\pi )^{3}R_{ij}^{4}\hbar ^{2}}}\left[2k_{m}R_{ij}\cos(2k_{m}R_{ij})-\sin(2k_{m}R_{ij})\right]}
Hierin staat H voor de moleculaire Hamiltoniaan, {\displaystyle R_{ij}} is de afstand tussen de kernen i en j, {\displaystyle \mathbf {I} _{i}} is de kernspin van atoom i, {\displaystyle \Delta k_{m}k_{m}} is een term die staat voor de sterkte van de hyperfijninteractie, {\displaystyle m^{*}} is de effectieve massa van het elektron in het kristal, en {\displaystyle k_{m}} is de golfvector van de geleidingselektronen. In kristallijne materialen liggen de golfvectoren van geleidingselektronen dicht bij het Fermi-oppervlak.
Taduya Kasuya  van de Universiteit van Nagoya stelt later voor dat een soortgelijke indirecte uitwisselingskoppeling toegepast kan worden op de spin van gelokaliseerde d-elektronen in de binnenschil, die communiceren via geleidingselektronen. Deze theorie werd uitgebreid door Kei Yosida van de Universiteit van Californië - Berkeley tot een Hamiltoniaan die de wisselwerkingen (d-elektronspin)-(d-elektronspin), (kernspin)-(kernspin) alsook (d-elektronspin)-(kernspin) beschrijft. Van Vleck verduidelijkte enkele fijnere punten van de theorie. 
Misschien wel de belangrijkste van de RKKY-theorie ligt in de theorie van het GMR-effect. GMR (Giant magnetoresistance) werd ontdekt toen bleek dat de koppeling tussen dunne lagen van magnetische materialen die waren gescheiden door een niet-magnetische laag oscilleerde tussen ferromagnetische en antiferromagnetische koppeling, afhankelijk van de afstand tussen de lagen. Deze ferromagnetische/antiferromagnetische oscillatie werd door de RKKY-theorie voorspeld.